# Tomasz Busse
Tomasz Busse (* 4. října 1956 Łódź) je bývalý polský zápasník, volnostylař. V roce 1980 na olympijských hrách v Moskvě vybojoval v kategorii do 100 kg páté místo. Stříbrný z mistrovství Evropy v roce 1981, bronzový v roce 1984.